# سام کامپانیا
سام کامپانیا (انگلیسی: Sam Campagna؛ زادهٔ ۱۹ نوامبر ۱۹۸۰) بازیکن فوتبال اهل بریتانیا است.
از باشگاه‌هایی که در آن بازی کرده‌است می‌توان به باشگاه فوتبال بث سیتی و باشگاه فوتبال سوئیندون تاون اشاره کرد.